# Notelaea
Notelaea  é um gênero botânico da família Oleaceae
Encontrado na Austrália e na Tasmânia.

## Sinonímia
Notelea, Postuera, Rhysospermum

### Espécies
Formado por 3 espécies:
Notelaea austro Notelaea azorica Notelaea badula
Notelaea brachystachys Notelaea collina Notelaea cymosa
Notelaea eucleoides Notelaea excelsa Notelaea flavicans
Notelaea francii Notelaea glandulosa Notelaea johnsonii
Notelaea lanceolata Notelaea laurifolia Notelaea ligustrina
Notelaea linearis Notelaea longifolia Notelaea lloydii
Notelaea microcarpa Notelaea monticola Notelaea neglecta
Notelaea nervosa Notelaea ovata Notelaea paniculata
Notelaea posua Notelaea punctata Notelaea pungens
Notelaea quadristaminea Notelaea reticulata Notelaea rigida
Notelaea rostrata Notelaea vaccinoides Notelaea venosa
Notelaea zeylanica Notelaea zollingeriana

## Nome e referências
Notelaea Étienne Pierre Ventenat, 1804